# T. Eleizgaray
T. Eleizgaray va néixer a Albiztur (Guipúscoa), l'any 1840 i va morir a Azpeitia (Gipúscoa) a 1910. Fou un organista i compositor basc.
Eleizgaray va ser el primer organista de la catedral de Vitòria. Va rebre del seu pare, també organista de la localitat, els primers ensenyaments de música. Va ampliar els seus estudis a Tolosa amb Cándido Aguayo i els va perfeccionar en el Conservatori de Madrid amb Hilarión Eslava. Als 18 anys es va presentar a Tafalla (Navarra) a la plaça d'organista i mestre de capella, on va ser aprovat i col·locat a primera fila. Als 22 anys es va presentar va opositar per a organista a la basílica del Pilar de Saragossa, obtenint el primer lloc. Va ser triat pel jurat d'oposicions com a organista de la catedral de Vitòria quan tenia 23 anys i el 1871 va fundar l'Orfeó Alabès. El seu estil de música correspon a l'escola italiana en decadència, semblant als Aldegos i Assiolis.

## Obres
- Riojanos, venid a ver un portento (1863).[1]